# Dusona ferruginea
Dusona ferruginea là một loài tò vò trong họ Ichneumonidae.